# Wusheng

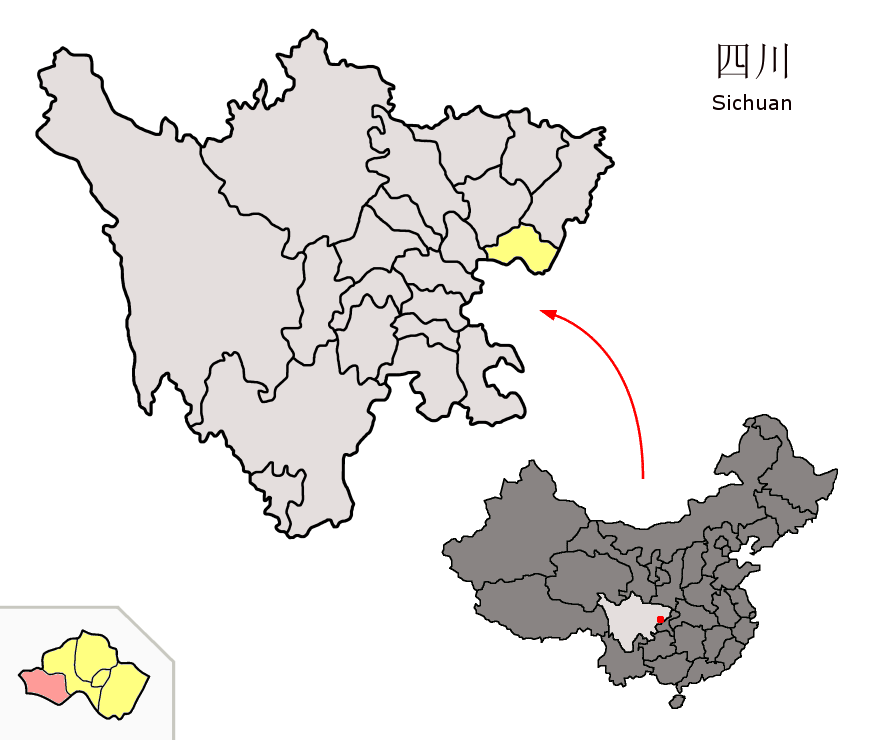
Lage von Wusheng in Guang’an.

Wusheng (chinesisch 武胜县, Pinyin Wǔshēng Xiàn) ist ein Kreis der bezirksfreien Stadt Guang’an in der chinesischen Provinz Sichuan. Die Fläche beträgt 961,3 Quadratkilometer und die Einwohnerzahl 555.897 (Stand: Zensus 2020). 1999 zählte Wusheng 787.093 Einwohner.
Das Dorf Baozhensai (Baozhensai 宝箴塞) steht seit 2006 auf der Liste der Denkmäler der Volksrepublik China (6-727).